# Grasnelken-Habichtskraut
Das Grasnelken-Habichtskraut (Tolpis staticifolia, Syn.: Hieracium staticifolium) ist eine Pflanzenart aus der Gattung Bartpippau (Tolpis) innerhalb der Familie der Korbblütler (Asteraceae).

## Beschreibung

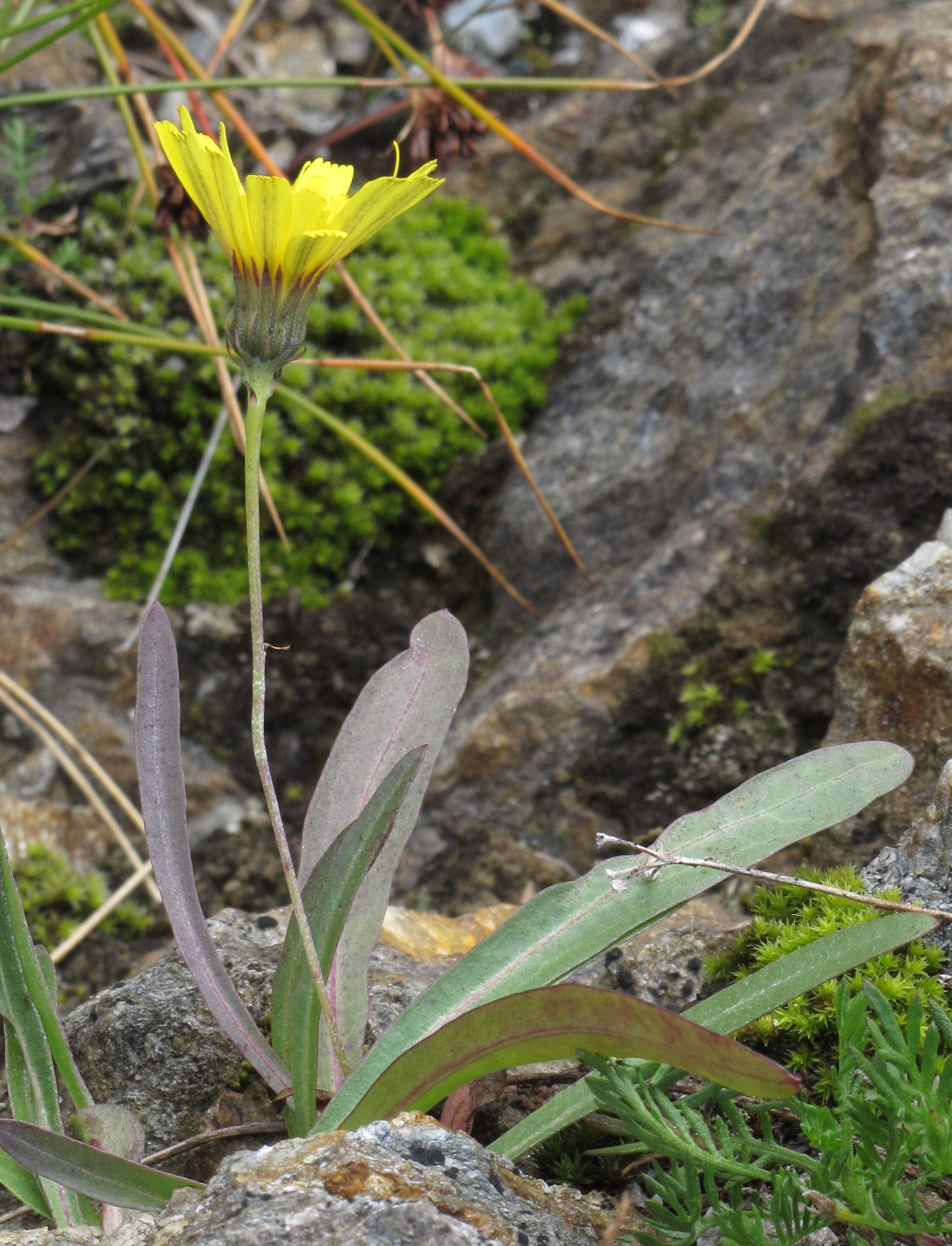
Habitus

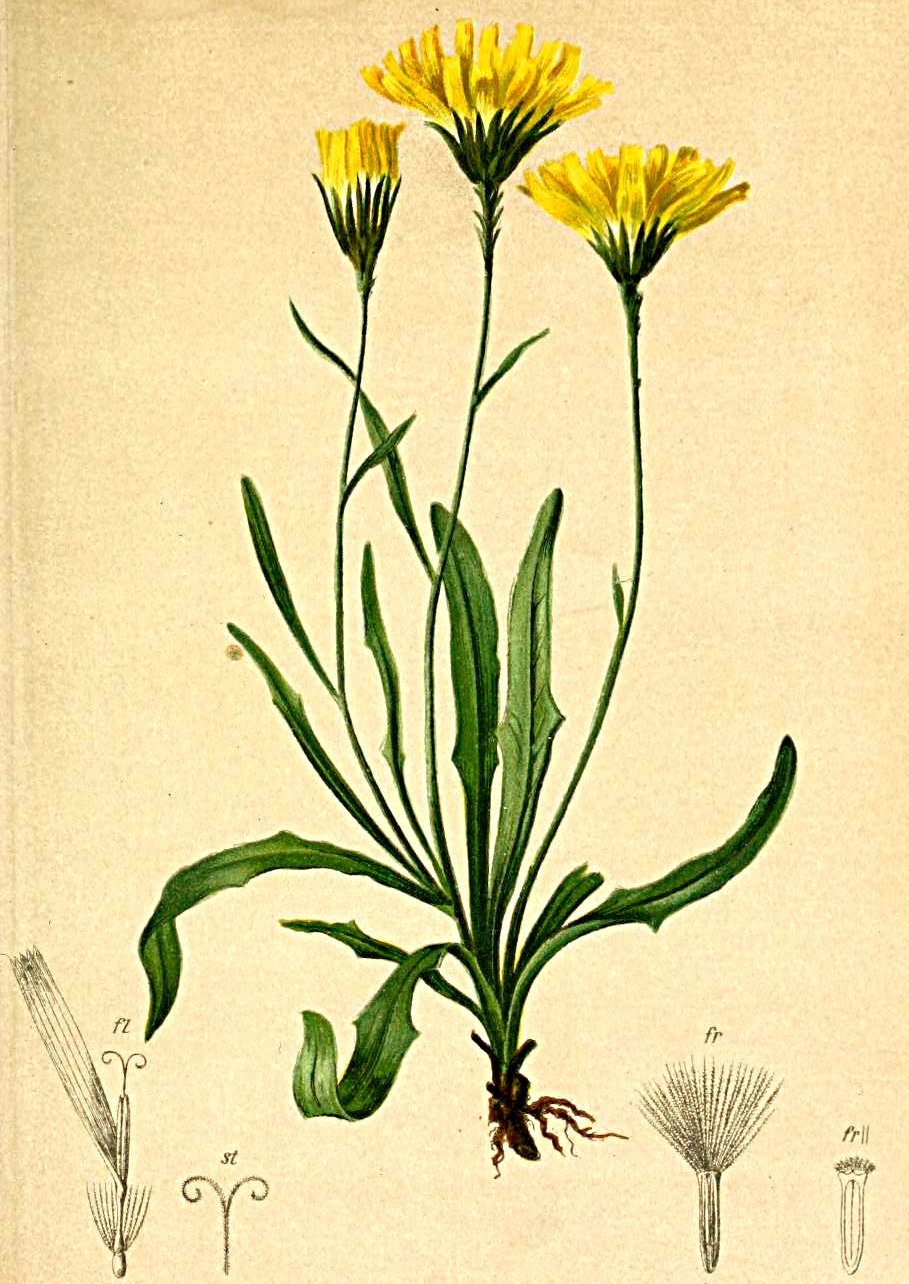
Illustration aus Atlas der Alpenflora

### Vegetative Merkmale
Das Grasnelken-Habichtskraut ist eine ausdauernde krautige Pflanze und erreicht Wuchshöhen von 10 bis 50 Zentimetern. Es erfolgt auch vegetativ Vermehrung durch unterirdische Wurzelschösslinge. Der Stängel ist einfach und meist wenig verzweigt.
Die meisten Laubblätter sind grundständig; sie sind linealisch oder lineal-lanzettlich, blaugrün, ganzrandig oder entfernt gezähnelt und stielartig verschmälert; die wenigen Stängelblätter sind linealisch und ganzrandig.

### Generative Merkmale
Die Blütezeit reicht meist von Juli bis August, in tieferen Höhenlagen kann sie schon ab Mai blühen. Die Stängel tragen einen oder bis zu fünf Blütenkörbe. Die Korbhülle ist bei einer Höhe von 10 bis 11 Millimetern dick-eiförmig und etwas kreiselförmig. Die flockig-mehligen, aber haar- und drüsenlosen Hüllblätter sind ziemlich schmal und dem Blütenkorb angedrückt. Die Blüten sind hell schwefelgelb, werden aber getrocknet wie die Griffel grünlich.
Die hellbraunen Achänen sind bei einer Länge von etwa 4 Millimetern spindelförmig. Der Pappus ist einreihig und weiß bis etwas schmutzigweiß.
Die Chromosomenzahl beträgt 2n = 18.

## Vorkommen
Der Schwerpunkt des Verbreitungsgebietes des Grasnelken-Habichtskrautes ist das Alpengebiet, doch kommt sie auch im Französischen Jura, im früheren Jugoslawien, in Ungarn und in Albanien vor, dazu herabgeschwemmt im Vorland der Alpenflüsse. In den Alpen steigt das Grasnelken-Habichtskraut im Kanton Graubünden am Piz Daint bis 2450 Meter und im Kanton Wallis bis in Höhenlagen von 2500 Meter auf.
Das Grasnelken-Habichtskraut gedeiht auf sommertrockenen, meist kalkreichen, humusarmen und feinerdearmen Sand- oder Kiesböden in subalpinen offenen Schotterfluren, auf Moränen, im Bachgeröll, auch auf Felsen. Es ist pflanzensoziologisch eine Charakterart des Chondrilletum chondrilloidis im Verband Epilobion fleischeri.
Die ökologischen Zeigerwerte nach Landolt et al. 2010 sind in der Schweiz: Feuchtezahl F = 2w (mäßig trocken aber mäßig wechselnd), Lichtzahl L = 4 (hell), Reaktionszahl R = 4 (neutral bis basisch), Temperaturzahl T = 2+ (unter-subalpin und ober-montan), Nährstoffzahl N = 2 (nährstoffarm), Kontinentalitätszahl K = 4 (subkontinental).

## Taxonomie
Die Erstveröffentlichung erfolgte 1773 durch Carlo Allioni unter dem Namen (Basionym) Hieracium staticifolium in Auctarium ad Synopsim Methodicam Stirpium Horti Regii Taurinensis, S. 71. Das Artepitheton staticifolia ist aus dem Lateinischen abgeleitet und bedeutet „grasnelkenblättrig“. Die Neukombination zu Tolpis staticifolia (All.) Sch.Bip. wurde 1861 durch Carl Heinrich Schultz in Bonplandia. Zeitschrift für die gesammte Botanik., Band 9, S. 173 veröffentlicht.
Diese Art wurde früher meist in die Gattung der Habichtskräuter (Hieracium) gestellt. Sie muss aber aufgrund des Baus der Hülle und der Achänen zur Gattung Tolpis gerechnet werden.